# Milena Stacchiotti
Milena Stacchiotti (ur. 5 stycznia 1985 w Rzymie) – włoska siatkarka, występująca na pozycji środkowej.
Pierwsze kroki siatkarskie stawiała w miejscowym klubie Siram, by następnie przenieść się do zespołu Monterotondo Volley Roma, występującego w Serie B1. Po dwóch sezonach w tym klubie wróciła do klubu macierzystego – Siram Roma. Następnie była zawodniczką klubów : Rebecchi Rivergaro i Pre Camp Collecchio, występujących w Serie A2. Sezon 2006/2007 to debiut Mileny na parkietach Serii A1. Po krótkiej przygodzie z najwyższą klasą rozgrywek we Włoszech wróciła do Serie A2 i przez dwa sezony (2007/2008 i 2008/2009) była zawodniczką Brunelli Volley Nocera Umbra, a w sezonie 2009/2010 Lavoro.Doc Pontecagnano. W kolejnych sezonach broniła barw Verony Volley Femminile (2010/2011) i  Acqua Paradiso Busnago (2011/2012). W sezonie 2012/2013 reprezentowała klub Tauron MKS Dąbrowa Górnicza, a w sezonie 2013/14  broniła barw drugoligowego PLKS Pszczyna.

## Życie prywatne
Jest żoną włoskiego siatkarza polskiego pochodzenia, Michała Łasko.

## Kluby
| Klub                         | Kraj | Lata gry  |
| ---------------------------- | ---- | --------- |
| PLKS Pszczyna                |      | 2013–2014 |
| Tauron MKS Dąbrowa Górnicza  |      | 2012–2013 |
| Acqua Paradiso Busnago       |      | 2011–2012 |
| Verona Volley Femminile      |      | 2010–2011 |
| Lavoro.Doc Pontecagnano      |      | 2009–2010 |
| Brunelli Volley Nocera Umbra |      | 2007–2009 |
| Tecnomec Forlì               |      | 2006–2007 |
| Pre Camp Collecchio          |      | 2005–2006 |
| Rebecchi Rivergaro           |      | 2004–2005 |
| Siram Rzym                   |      | 2003–2004 |
| Monterotondo Volley          |      | 2001–2003 |
| Siram Rzym                   |      | 2000–2001 |

## Sukcesy
- Superpuchar Polski:
  -  2012
- Puchar Polski:
  -  2013
- Mistrzostwa Polski:
  -  2013